# Asociación de Profesores de Español del Reino Unido

Asociación de Profesores de Español del Reino Unido (APERU) (en inglés: Spanish Teachers Association UK) es un organismo cultural de formación profesional de docentes o profesores de español en el Reino Unido. La asociación fue creada en 1994 y cumple la función de enseñar la lengua española en este país europeo. Como también respecto al estudio de la cultura, la literatura e historia que engloba lo hispánico. Actualmente el español goza de popularidad en el Reino Unido, además que se estudian también otras lenguas extranjeras que son oficiales de la Unión Europea como el francés, el alemán, el portugués y entre otros, además de que el inglés es la lengua oficial del Reino Unido y de varios países angloparlantes, junto con el español comparten casi el mismo nivel de uso de comunicación comercial y universal. Algunos profesores del Reino Unido de español, también se han formado en otros países hispanoparlantes obteniendo títulos y diplomados en español, además que también desempeñaron sus funciones como profesores de inglés en el extranjero.